# Pristimantis infraguttatus
Pristimantis infraguttatus es una especie de anfibio anuro de la familia Craugastoridae.

## Distribución
Esta especie es endémica de la región de San Martín de Perú. Habita entre los 2000 y 2180 m de altitud en la ladera oriental de la Cordillera Central.

## Descripción
Los machos miden 15.8 mm y las hembras de 22.9 a 24.3 mm.

## Publicación original
- Duellman & Pramuk, 1999 : Frogs of the genus Eleutherodactylus (Anura: Leptodactylidae) in the Andes of northern Peru. Scientific Papers Natural History Museum the University of Kansas, n.º 13, p. 1-78[5]